# 三角月台

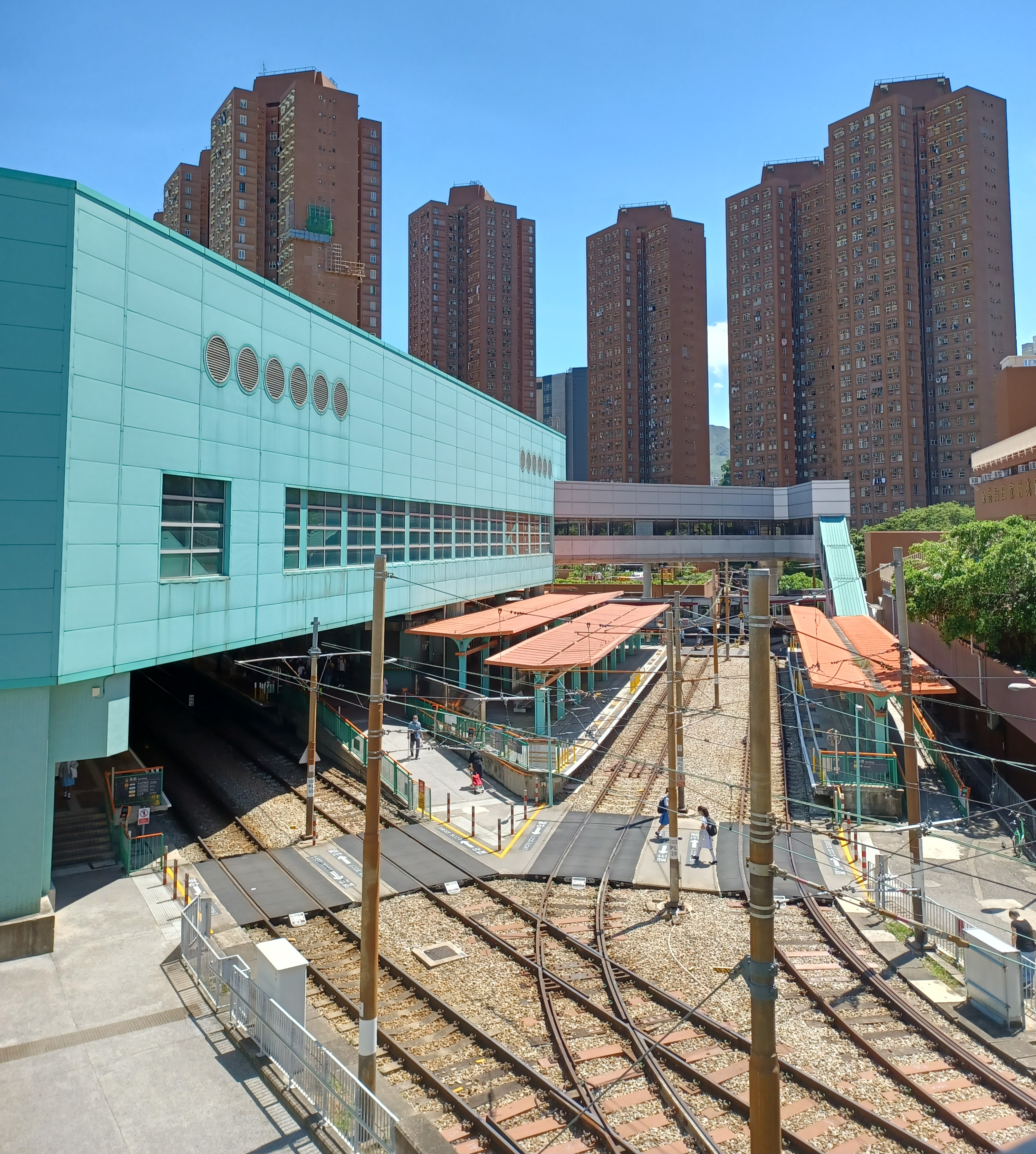
香港輕鐵兆康站擁有一個三角月台（圖正中心）

三角月台，是鐵路月台的一種型態，路軌位於月台其中三面。

## 優點
- 乘客在三角月台下車後，可選擇往其它兩個候車月台轉乘。即是說，能進行跨月台轉乘的機會較高。
- 對於輕鐵，由於車站建立在三角線交匯處，所有經過交匯處的列車都能夠停在車站，使車站的覆蓋度較高和較方便。因此三角月台通常建立在較重要的綜合轉乘站（例如香港的兆康站，輕鐵和重鐵之間的轉乘站）。
- 擁有三角月台的車站總月台數通常較多（例如香港的兆康站有6個），相對於只有2個月台的一般輕鐵車站，能更有效分流乘客。

## 缺點
- 列車進入車站時，需要轉向才能抵達月台（平均轉向30度），而彎度亦較大（對於重鐵不便）。設計較差的車站可能會使月台彎度大。
- 對於輕鐵單層車站，由於列車需經過分叉位才能抵站或離站，進出車站時車速不能太高。
- 車站有3個路軌相交的部分，因此如果路線編排不良，就會構成安全問題。在1997年6月21日，香港輕鐵兆康站一輛正轉右抵達三角月台屯門碼頭方向的615線列車與正離開三角月台往天水圍（現天榮站）方向的720線列車在相交點發生相撞，導致29人受傷。
- 三角月台中的候車月台不能太長，否則佔用的空間會較多。基於此因，三角月台不太適合重鐵使用。
- 由於轉乘的活動通常集中在擁有三角月台的車站，因此以整個車站設計較為擠迫。

## 例子

### 香港
- 輕鐵兆康站

### 英國
- Shipley、Earlestown、Ambergate、Mangotsfield、Bishop Auckland車站

### 美國
Charlottesville車站